# Refia Sultan
Refia Sultan (en turco otomano: رفعیه سلطان‎; " exaltado "; 7 de febrero de 1842-4 de enero de 1880) fue una princesa otomana y princesa real, hija del sultán Abdulmejid I y su consorte bosnia Gülcemal Kadın. Era la hermana biológica junto con Fatma Sultan del sultán Mehmed V del Imperio Otomano.

## Primeros años de vida
Refia Sultan nació el 7 de febrero de 1842 en el Palacio Beşiktaş. Su padre fue el sultán Abdulmejid I, y su madre fue Gülcemal Kadın, de origen bosnio. Tenía una hermana mayor, Fatma Sultan, un año mayor que ella; una hermana gemela, Hatice Sultan, que lamentablemente murió recién nacida y un hermano menor, Mehmed V, dos años menor que ella; así como varios hermanos y hermanas de los matrimonios de su padre con otras mujeres. Tras la muerte de su madre en 1851 cuando la pequeña solo tenía 9 años, ella y sus hermanos fueron adoptados por la primera consorte de Abdulmejid, Servetseza Kadın, la cual cuidó de ellos como sus propios hijos, pero sin olvidar a su verdadera madre.
Abdülmecid deseaba que todos sus hijos e hijas tuvieran una educación de alto nivel y lo más completa posible, que incluía tanto materias tradicionales, incluidos los estudios coránicos, como occidentales. La educación de Refia comenzó en 1847. Asistió a las lecciones con su hermano Şehzade Mehmed Reşad, sus medios hermanos Abdülhamid y Murad V, su hermana Fatma Sultan y su media hermana Cemile Sultan . El francés, el árabe y el persa se encuentran entre los idiomas que aprendió Refia Sultan, quien continuó su educación después de su matrimonio. Aparte de estas lecciones, también recibió una buena educación musical. Aprendiendo música francesa y occidental, los cuales fueron claramente influyentes en la educación musical de Refia Sultan. Adquirió sus lecciones de piano de una dama italiana llamada Therese Romano ya que su padre el sultán Abdülmecit se ocupó de criar bien a sus hijos en la música. Para ello, se trajeron pianos de Europa y se contrataron profesores italianos y franceses para enseñar a los niños. .

## Casamiento
El 22 de febrero de 1854, cuando Refia tenía doce años, Abdulmejid la comprometió con Mahmud Edhem Pasha, el hijo de Damat Mehmed Ali Pasha . Mehmed Ali Pasha había estado casado con la tía de Refia, Adile Sultan, con quien tuvo un hijo y tres hijas, entre ellas Hayriye Hanımsultan . A Baronne Durand de Fontmagne, que vivió en Estambul durante un año y medio en 1858-9 después de la guerra de Crimea, se le mostraron los regalos que iban a ser enviados a Refia Sultan antes de su matrimonio. Señaló que estos incluían varias conservas en "no menos de quinientas vasijas de muy buena porcelana de Dresde". El matrimonio tuvo lugar el 21 de julio de 1857, en el Palacio de Topkapi, y la pareja recibió un palacio ubicado en Defterdarburnu como residencia. Entre sus damas de honor estaba Meyliservet Hanim, quien más tarde se convertiría en una de las consortes del medio hermano de Refia, Murad V.Refia Sultan no estaba contenta con su matrimonio con Edhem Pasha, como en muchos otros matrimonios de princesas reales. Se entiende por las cartas que la sultana escribió a sus hermanos que tenía algunos problemas con su matrimonio. El hecho de que Edhem Pasha sea un mujeriego es una de las razones de esta infelicidad. De hecho, se entiende que perdió por completo la esperanza de continuar su matrimonio con Edhem Pasha.
Tenía una hija que murió en la infancia.Por otro lado, Edhem Pasha no estaba contento con este matrimonio por la enfermedad de Refia, quien sufría de quistes en los ovarios, y otras desavenencias entre ambos. Refia, quizás por estar enferma ella misma, estaba muy unida a su media hermana Behice Sultan, que había contraído tuberculosis de niña y vivía aislada. Refia siempre le enviaba cariñosas cartas a Behice para animarla, aun cuando sabía que su hermana estaba al borde de la muerte.

## Personalidad
La personalidad generosa de Refia se hizo más evidente en ocasiones especiales como festivales. Durante el Eid-al-Adha, dio carneros y ovejas a algunos de sus parientes, sirvientes, concubinas, jeques, logias y otros lugares durante. Cada año, en el décimo día de Muharram, cocinaba y distribuía ashura en su palacio. La ayuda y la generosidad de Refia Sultan atrajeron mucha atención y recibieron una respuesta. De hecho, por su ayuda a los soldados heridos en la Guerra Ruso-Turca (1877-78) ya los inmigrantes musulmanes que tuvieron que abandonar sus hogares tras la guerra. Su medio hermano, el sultán Abdul Hamid, le otorgó la orden de la caridad.
Además de su benevolencia y generosidad, Refia Sultan también se presenta ante nosotros con su extravagancia. La sultana era una persona que amaba el lujo. Gastar más de los ingresos de las mujeres de palacio en el siglo XIX y especialmente durante el reinado de su padre Abdulmejid se convirtió casi en una tradición. En el siglo XIX y especialmente durante el reinado del sultán Abdülmecid, era casi una tradición que las mujeres de palacio gastaran más de lo que ganaban. Refia Sultan también se crio en este período y fue influenciada por la pasión por las compras y la moda de las otras mujeres en el palacio. De hecho, este fue el resultado y la necesidad de un nuevo estilo de vida similar a los de Occidente. De hecho, Refia Sultan encargó su coche (carruaje) y arnés de París, y sus necesidades de ropa. y sus necesidades de ropa y joyas.
La princesa encargó bienes y ropa tanto de Estambul como de Francia a través de su profesora de francés, Maria Tirard. Otras mujeres extranjeras, como Tirard, que se comunicaron con el palacio, no solo aseguraron la difusión de la cultura occidental entre las mujeres del palacio, sino que también las provocaron a seguir la moda occidental. Además, pagó altas sumas para apoyar a dos fotógrafos oficiales, Abdullah Fréres y Vasilaki Kargopoulo, y para encargar a varios artistas de renombre que pintaran cuadros de varios tamaños y dibujos al carboncillo.
Refia sufrió durante toda su vida un quiste de ovario . La enfermedad se agravó a partir de 1875. Falleciendo a la edad de treinta y siete años el 4 de enero de 1880, tras un largo sufrimiento y varias operaciones. Abdul Hamid nombró médicos jefes europeos para su tratamiento, pero nadie pudo curarlo.  Además del tratamiento médico, Abdul Hamid también usó métodos de tratamiento tradicionales, pero aun así no tuvieron éxito.. Murió solo una semana después de la última cirugía. Está enterrada junto a su madre en el mausoleo de las damas imperiales en la Mezquita Nueva de Estambul .

## Honores
- Orden de la Caridad, primera clase, 1877-78 [15]

## Ascendencia
|  |                     |  |  |  |  |  |  |  |  |  |  |  |  |  |  |  |
|  | 8. Abdul Hamid I    |  |  |  |  |  |  |  |  |  |  |  |  |  |  |  |
|  |                     |  |  |  |  |  |  |  |  |  |  |  |  |  |  |  |
|  |                     |  |  |  |  |  |  |  |  |  |  |  |  |  |  |  |
|  | 4. Mahmud II        |  |  |  |  |  |  |  |  |  |  |  |  |  |  |  |
|  |                     |  |  |  |  |  |  |  |  |  |  |  |  |  |  |  |
|  |                     |  |  |  |  |  |  |  |  |  |  |  |  |  |  |  |
|  | 9. Nakşidil Sultan  |  |  |  |  |  |  |  |  |  |  |  |  |  |  |  |
|  |                     |  |  |  |  |  |  |  |  |  |  |  |  |  |  |  |
|  |                     |  |  |  |  |  |  |  |  |  |  |  |  |  |  |  |
|  | 2. Abdulmecit I     |  |  |  |  |  |  |  |  |  |  |  |  |  |  |  |
|  |                     |  |  |  |  |  |  |  |  |  |  |  |  |  |  |  |
|  |                     |  |  |  |  |  |  |  |  |  |  |  |  |  |  |  |
|  | 5. Bezmiâlem Sultan |  |  |  |  |  |  |  |  |  |  |  |  |  |  |  |
|  |                     |  |  |  |  |  |  |  |  |  |  |  |  |  |  |  |
|  |                     |  |  |  |  |  |  |  |  |  |  |  |  |  |  |  |
|  | 1. Refia Sultan     |  |  |  |  |  |  |  |  |  |  |  |  |  |  |  |
|  |                     |  |  |  |  |  |  |  |  |  |  |  |  |  |  |  |
|  |                     |  |  |  |  |  |  |  |  |  |  |  |  |  |  |  |
|  | 3. Gülcemal Kadın   |  |  |  |  |  |  |  |  |  |  |  |  |  |  |  |
|  |                     |  |  |  |  |  |  |  |  |  |  |  |  |  |  |  |
|  |                     |  |  |  |  |  |  |  |  |  |  |  |  |  |  |  |